# Kumdang-2
Kumdang-2 est un remède supposé soigner du MERS, de la maladie à virus Ebola, du SIDA et de la tuberculose créé en Corée du Nord. Son nom signifie « sucre doré » en coréen.
Il est fabriqué par la Pugang Pharmaceutical Company. Selon l'agence centrale de presse nord-coréenne (KCNA), les ingrédients du médicament incluent du ginseng, de petites quantités de métaux du groupe des terres rares et des traces d'or et de platine. Selon la KCNA, il peut aussi soigner le cancer et les nausées matinales.
Cependant, aucune preuve de son efficacité n'est apportée par les autorités nord-coréennes,. 